# Inga e Anush
Inga Arshakyan (in armeno: Ինգա Արշակյաններ; Erevan, 18 marzo 1982) e Anush Arshakyan (in armeno: Անուշ Արշակյաններ; Erevan, 24 dicembre 1980) sono un duo di sorelle armene che hanno rappresentato il proprio paese all'Eurovision Song Contest 2009 con la canzone Jan Jan ("Mio caro"), superando le semifinali e classificandosi in decima posizione con 92 punti nella finale.

## Discografia
- 2003 : We and our mountains
- 2006 : Tamzara